# Celebes (Max Ernst)
Celebes (oder Der Elefant von Celebes) ist ein frühsurrealistisches Gemälde des dadaistischen und surrealistischen Malers und Bildhauers Max Ernst aus dem Jahr 1921. Entstanden ist es in Köln kurz vor dem Umzug des Künstlers nach Paris. Das Werk gehört seit 1975 zum Bestand der Tate Gallery of Modern Art in London.

## Hintergrund
Max Ernst übernahm von Giorgio de Chirico, dem Hauptvertreter der Pittura metafisica, frühzeitig die Idee, in der Malerei Bildmotive in rätselhaften Kombinationen zusammenzustellen; diese Idee wurde später von den Surrealisten übernommen. Sie entsprach der freien Assoziation, die Sigmund Freud anwendete, um das Unbewusste in den Gedanken seiner Patienten, das sich auch in Träumen äußerte, freizulegen. Celebes gehört als erstes Werk zur Gruppe der Gemälde, die Max Ernst zwischen 1921 und 1924 in der Zeit des Übergangs zwischen Dada und Surrealismus malte. Ernst schuf es nach dem Vorbild der dadaistischen Collage, die er seit 1919 nutzte, um bizarre Bildkombinationen zu erreichen. Es wurde jedoch spontan ohne vorbereitende Collagen oder Skizzen mit wenigen Änderungen direkt auf die Leinwand gemalt. Ein weiteres, ähnlich collageartiges Gemälde Max Ernsts war beispielsweise Oedipus Rex aus dem Jahr 1922.
André Breton veröffentlichte 1924 sein erstes surrealistisches Manifest in Paris, dieses galt als Beginn der Bewegung. De Chirico hatte bereits zehn Jahre vorher, im Jahr 1914, das Bild Das Lied der Liebe (Le chant d’amour) gemalt. Es zeigt die rätselhafte Kombination einer vor einer Hauswand befestigten Apollo-Büste und eines Gummihandschuhs. Im Hintergrund dampft eine Eisenbahn. Der von den Surrealisten oft zitierte Satz „Schön wie die zufällige Begegnung einer Nähmaschine und eines Regenschirms auf dem Seziertisch“ entstammt den Gesängen des Maldoror (1868/69) von Lautréamont. Max Ernst sprach von der „systematischen Ausbeutung des zufälligen oder künstlich provozierten Zusammentreffens von zwei oder mehr wesensfremden Realitäten auf einer augenscheinlich dazu geeigneten Ebene“.

## Beschreibung
Das Bildmotiv beherrscht ein wie auf einer Bühne stehender zweibeiniger Koloss mit metallisch wirkendem Körper, der an eine Taucherkugel oder einen mächtigen Staubsauger erinnert. An seinem oberen Ende entspringt ein rüsselartiger Schlauch, der, umgeben von einem Spitzenkragen, in einem Stierkopf endet. Links unten am Körper sind Stoßzähne sichtbar. Auf dem Rücken des „Elefanten“ befinden sich Aufbauten. Auf der rechten Bildseite steht eine schachtelhalmartige Säule. Im Bildhintergrund erscheint ein Gebirge, überwölbt vom Himmel, der von Fischen bevölkert ist und daher wie Wasser wirkt. Am unteren rechten Bildrand schwenkt eine weibliche, unbekleidete kopflose Figur ihren rechten Arm, der mit einem Handschuh bekleidet ist, nach oben. Der linke Unterarm weist nach rechts unten aus dem Gemälde heraus.

## Interpretationen

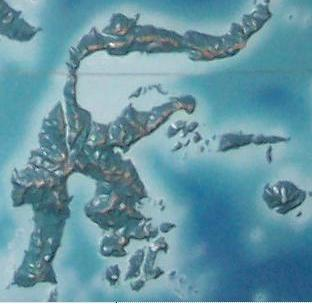
Die Insel Sulawesi (Celebes)

Der Titel assoziiert einen alten deutschen Spottvers: Der Elefant von Celebes / hat hinten etwas Gelebes / der Elefant von Borneo / der hat dasselbe vorneo. Der Begriff „Celebes“ ist die ursprüngliche Bezeichnung für die indonesische Insel Sulawesi, deren Umriss an einen Elefanten erinnert.

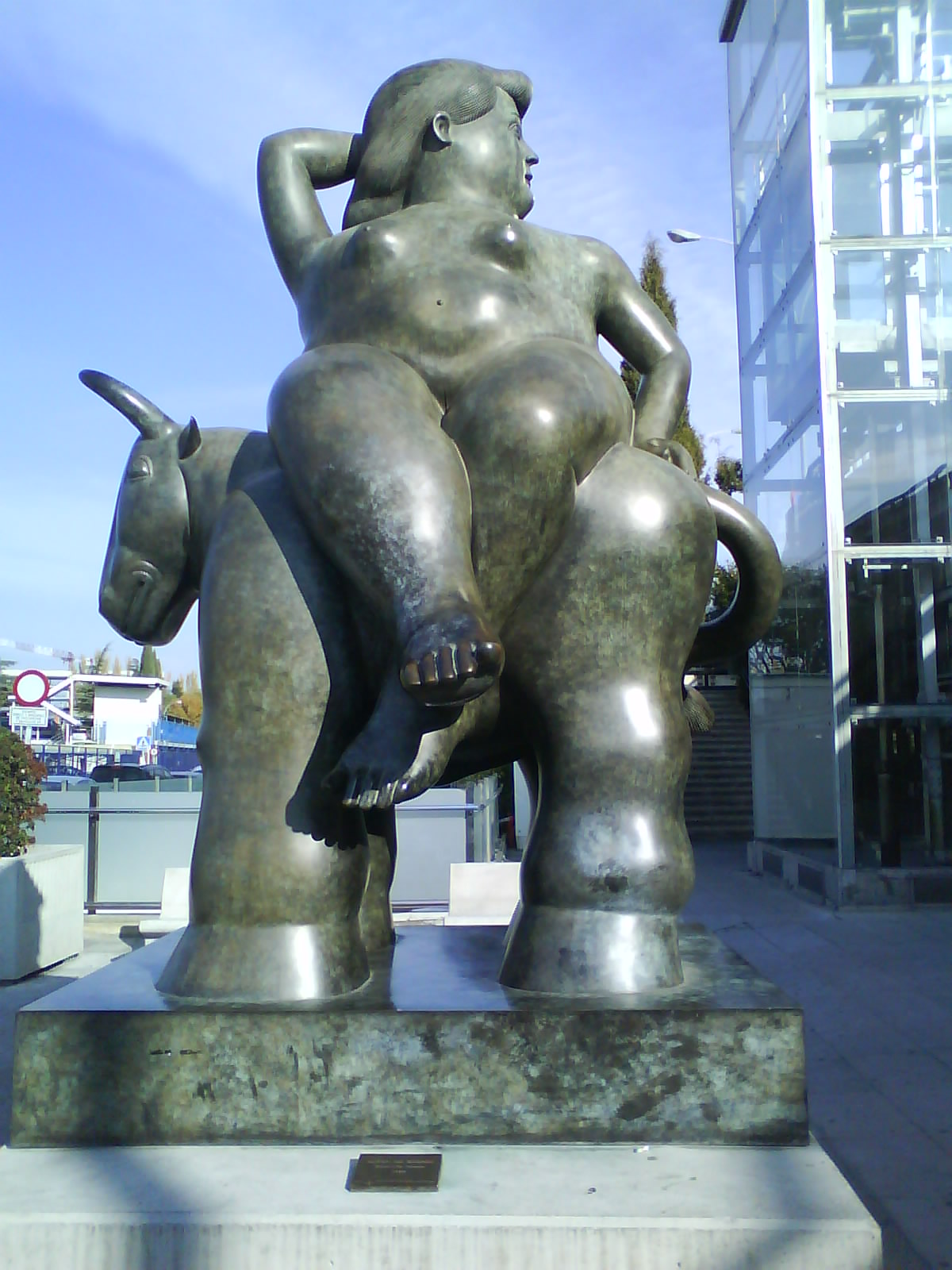
Fernando Botero: Raub der Europa, Skulptur in Madrid

Die rechts am Bildrand schwebende Kugel soll, nach Werner Spies, mit dem (Billard-)Stock links im Bild in die sich in der Mitte des monströsen kesselartigen Wesens befindende kreisrunde Öffnung gestoßen werden. Als ethnologische Quelle für dieses Wesen auf kurzen Beinen soll ein riesiger, aus Lehm erbauter Getreidesilo aus dem südlichen Sudan gedient haben, den Max Ernst auf einer Holzstichreproduktion gesehen hatte.
Die Atmosphäre von Gewalt in Celebes und das mechanisch anmutende, elefantenähnliche Monster kann in Beziehung gesetzt werden zu Ernsts traumatischen Erlebnissen als Soldat im Ersten Weltkrieg, die er in seiner Autobiografie erwähnte. So erinnert der „Elefant“ an einen militärischen Panzer, und das mechanische Element mit einem Auge auf dem Koloss könnte ein Periskop sein. Er scheint auf einem Flughafen zu stehen, und die Rauchschwaden am Himmel könnten von einem abgeschossenen Flugzeug herrühren.
Der „Schachtelhalm“ rechts kann als Phallus-Symbol interpretiert werden, und die nackte weibliche Figur rechts unten könnte eine mythologische Anspielung sein auf die Verführung der Europa durch Zeus, verkleidet als Stier, dessen Kopf am Ende des Rüssels erscheint.

## Werkbeziehungen
In dem Gemälde Celebes verarbeitete Max Ernst ähnliche Elemente, wie sie bereits 1920 in seinem Werk Der Kaiser von Wahaua auftauchten. Über dem im Vordergrund sitzenden Mann schwebt eine Frau – zu einem Medaillon stilisiert. Der Kaiser spielt mit einem Stock und mit Kugeln, und aus dem Medaillon scheinen Bälle zu werden. Der von Fischen bewölkte Himmel verweist wiederum auf Kampf der Fische oder Sieg der Spindel, beide von 1917. Vögel im Wasser, Fische in der Luft, oder beide im gleichen Element, tauchen immer wieder im Werk Max Ernsts auf. Das Motiv der unterm Himmel fliegenden Fische brachte Alfred Kubin in einer Illustration zu Die andere Seite unter, bei der „ein Angler in einem ornamentalen Schwung die Angel vom Baum aus in die Luft [wirft], um die dort schwimmenden Fische zu fangen“.
Der Künstler Jürgen Schieferdecker schuf im Jahr 1987 eine Assemblage, eine kleinformatige Elefantenskulptur aus Metall und farbigen Lacken mit dem Titel Die Heimkehr des Elefanten Celebes (für Max Ernst), die in der Sammlung der Staatlichen Kunstsammlungen Dresden zu sehen ist.

## Provenienz
Max Ernst malte Celebes im Jahr 1921 in Köln vor seiner Übersiedlung nach Paris im folgenden Jahr. Sein Freund Paul Éluard kaufte ihm das Gemälde sogleich ab und ein Jahr später den Oedipus Rex. 1938 erwarb es der britische Maler, Kunsthistoriker und -sammler Roland Penrose, und 1975 gelangte es über den „Elephant Trust“  – eine von Penrose und seiner Ehefrau, der amerikanischen Fotografin Lee Miller, gegründete Gesellschaft zur Förderung der Kunst in Großbritannien – zur Sammlung der Tate Gallery in London.